# Valle de Concepción
Valle de Concepción is een kleine stad in het departement Tarija, Bolivia. Het is de hoofdplaats van de gemeente Uriondo, gelegen in de José María Avilés provincie, waarvan zij de hoofdstad is. 
De stad is een belangrijk centrum voor folklore in de regio.

## Bevolking
| Jaar | Populatie |
| ---- | --------- |
| 1992 | 911       |
| 2001 | 1.236     |
| 2012 | 1.722     |